# Marie Bognerová
Marie Bognerová (29. března 1931 Valašské Meziříčí – 18. února 1997 Valašské Meziříčí) byla česká akademická malířka a ilustrátorka. Pocházele z rodiny známého spisovatele, dramatika a básníka Adolfa Bognera.

## Život
V letech 1950 až 1955 absolvovala Akademii výtvarných umění v Praze, pod vedením profesora Vratislava Nechleby. Žila a tvořila ve Valašském Meziříčí a ve Valašské Bystřici.
Zemřela roku 1997 ve Valašském Meziříčí a byla pohřbena na zdejším městském hřbitově.

## Výstavy

### Autorské
- 1975 - Marie Bognerová: Výstava obrazů, Městská knihovna Valašské Meziříčí, Valašské Meziříčí

### Kolektivní
- 1969 - 2. pražský salón obrazů, soch a grafik, Dům U Hybernů, Praha